# Speedcubing
Speedcubing (znane również jako speedsolving) – dyscyplina polegająca na jak najszybszym ułożeniu kostki Rubika i innych łamigłówek logicznych z jej rodziny.

## Historia
Węgierski profesor architektury Ernő Rubik wynalazł tę układankę logiczną w 1974 roku. Produkt stał się popularny na tyle, że 5 czerwca 1982 roku w Budapeszcie, odbyły się pierwsze Mistrzostwa Świata.
Po uruchomieniu internetu pojawiły się fora speedcubingowe, na których układający dzielili się doświadczeniem, opublikowano też poradniki dla początkujących i dla zaawansowanych.
W Polsce działa Polskie Stowarzyszenie Speedcubingu, które organizuje zawody w różnych miastach Polski. Polscy zawodnicy zdobywali rekordy świata i brali udział w mistrzostwach świata. W 2011 roku Michał Pleskowicz zdobył mistrzostwo świata na zawodach w Bangkoku wygrywając z rekordzistą świata Feliksem Zemdegsem. Mistrzostwa Europy 2012 odbyły się we Wrocławiu.

## Zasady
Wszystkie zasady i regulacje dotyczące organizacji i przebiegu zawodów ustanawia WCA (World Cube Association).

## Konkurencje
Oficjalnymi konkurencjami uznawanymi przez WCA są:
- Kostka 2×2×2[1]
- Kostka 3×3×3[1]
- Kostka 4×4×4[1]
- Kostka 5×5×5[1]
- Kostka 6×6×6[1]
- Kostka 7×7×7[1]
- Pyraminx[1]
- Megaminx[1]
- Skewb[1]
- Square-1[1]
- Clock[1]
- 3×3×3 jedną ręką[1]
- 3×3×3 bez patrzenia[1]
- 4×4×4 bez patrzenia[1]
- 5×5×5 bez patrzenia[1]
- Liczba kostek 3×3×3 bez patrzenia[1]
- Kostka 3×3×3 najmniejszą liczbą ruchów[1]

## Mistrzostwa Świata

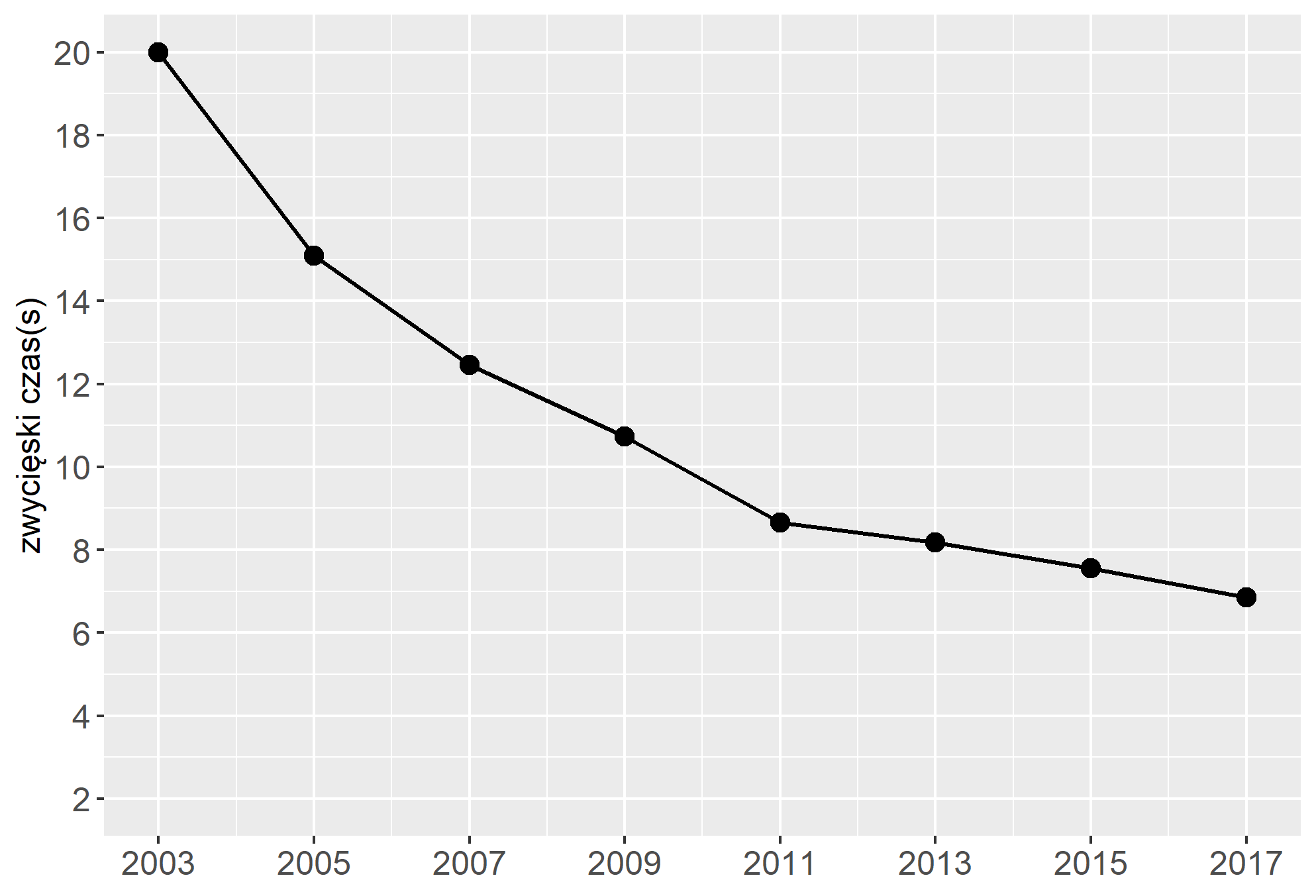
Zwycięskie czasy uzyskane na Mistrzostwach Świata

| Lp   | Rok  | Gospodarz        | Data               | Kraje | Kostki | Medale | Zwycięzca 3x3     | Czas  | Przypis |
| ---- | ---- | ---------------- | ------------------ | ----- | ------ | ------ | ----------------- | ----- | ------- |
| I    | 1982 | Budapeszt        | 5 czerwca          | 19    | 1      | 1      | Minh Thai         | 22.95 | [ 2 ]   |
| II   | 2003 | Toronto          | 23-24 sierpnia     | 15    | 9      | 13     | Dan Knights       | 20.00 | [ 3 ]   |
| III  | 2005 | Lake Buena Vista | 5-6 listopada      | 16    | 9      | 15     | Jean Pons         | 15.10 | [ 4 ]   |
| IV   | 2007 | Budapeszt        | 5-7 października   | 28    | 10     | 17     | Yu Nakajima       | 12.46 | [ 5 ]   |
| V    | 2009 | Düsseldorf       | 9-11 października  | 32    | 12     | 19     | Breandan Vallance | 10.74 | [ 6 ]   |
| VI   | 2011 | Bangkok          | 14-16 października | 35    | 12     | 19     | Michał Pleskowicz | 8.65  | [ 7 ]   |
| VII  | 2013 | Las Vegas        | 26-28 lipca        | 35    | 10     | 17     | Feliks Zemdegs    | 8.18  | [ 8 ]   |
| VIII | 2015 | São Paulo        | 17-19 lipca        | 37    | 11     | 18     | Feliks Zemdegs    | 7.56  | [ 9 ]   |
| IX   | 2017 | Paryż            | 13 - 16 lipca      | 65    | 11     | 18     | Max Park          | 6.85  | [ 10 ]  |
| X    | 2019 | Melbourne        | 11 - 14 lipca      | 52    | 11     | 18     | Philipp Weyer     | 6.74  | [ 11 ]  |
| XI   | 2023 | Incheon          | 12 - 15 sierpnia   | ?     | 17     | 17     | Max Park          | 5.31  | [ 12 ]  |
| XII  | 2025 | Seattle          | 3 - 6 lipca        | 74    | 17     | 17     | Yiheng Wang       | 4.32  | [ 13 ]  |